# Montparnasse

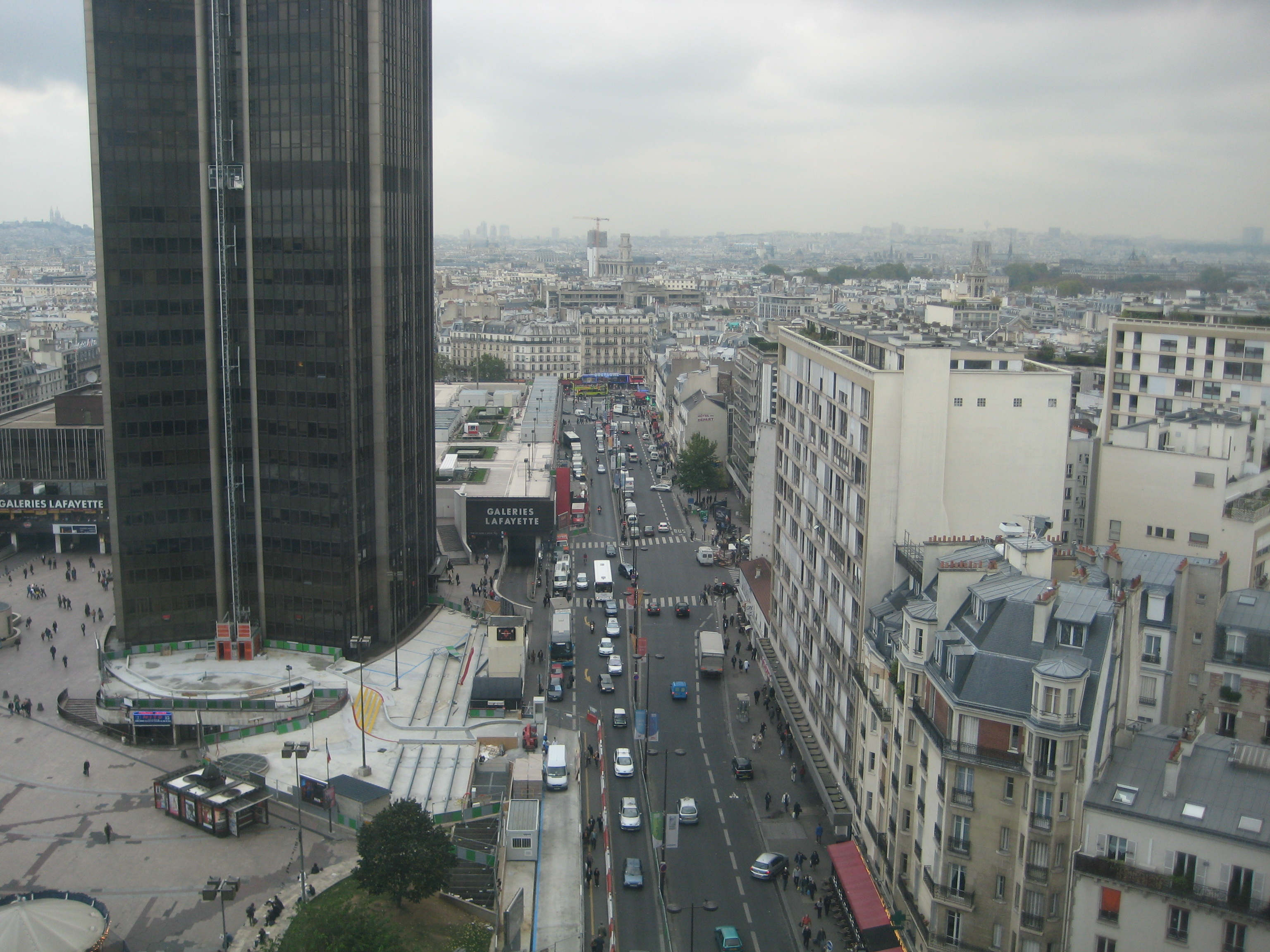
O bairro de Monte Parnaso

Monte Parnaso é um bairro de Paris, na França. Se localiza na margem esquerda do rio Sena, entre o bulevar do Monte Parnaso e a rua de Rennes. O seu nome é uma referência ao monte Parnaso, montanha da Grécia que era considerada, pela antiga mitologia grega, como residência do deus Apolo e de suas nove musas.
Passou a fazer parte do 14º arrondissement em 1860. No início do século XX, foi um famoso ponto de encontro de intelectuais e de artistas.
No bairro, encontram-se:
- Estação Monte Parnaso
- Cemitério de Monte Parnaso
- Torre Monte Parnaso